# Mompati Thuma
Mompati Thuma (né le 5 avril 1980 au Botswana) est un joueur de football international botswanais, qui évolue au poste de défenseur.

## Biographie

### Carrière en sélection
Mompati Thuma reçoit 84 sélections, un record national, en équipe du Botswana entre 2004 et 2013, inscrivant un but.
Il marque son seul but en équipe nationale le 27 octobre 2010, en amical contre le Swaziland (victoire 2-0).
Il dispute cinq matchs lors des éliminatoires du mondial 2006, six matchs lors des éliminatoires du mondial 2010, et cinq matchs lors des éliminatoires du mondial 2014.
Il participe avec l'équipe du Botswana à la Coupe d'Afrique des nations 2012 organisée au Gabon et en Guinée équatoriale.

## Palmarès
| Mogoditshane Fighters - Coupe du Botswana : - Finaliste : 2004. |  | Botswana Defence Force XI - Coupe du Botswana : - Finaliste : 2009. |